# Super Bowl I
Match suivant
Le premier AFL-NFL World Championship Game, appelé ultérieurement Super Bowl I, est l'ultime match de la saison 1966 de football américain aux États-Unis.
Le match a lieu le 15 janvier 1967 au Los Angeles Memorial Coliseum de Los Angeles dans l'État de Californie.
Les Packers de Green Bay, champions 1966 de la National Football League, remportent le premier Super Bowl de leur histoire en s'imposant 35 à 10 face aux Chiefs de Kansas City, champions 1966 de l'American Football League.
C'est la première fois que les champions de ces deux ligues concurrentes de football américain se font face, avec l'idée de déterminer la « meilleure équipe du monde ». L'idée de « finale mondiale » est si importante qu'elle perdurera même après la réunion des deux ligues, en 1970.
Le quarterback des Packers, Bart Starr, est désigné meilleur joueur du match, après avoir gagné 250 yards et inscrits deux touchdowns  à la passe  malgré une interception.

## Création du Super Bowl

### Fusion des ligues NFL et AFL
En 1960, la National Football League entame sa quarantième saison et voit l'émergence d'une nouvelle ligue rivale, l'American Football League. La NFL ayant eu plusieurs ligues rivales par le passé, n'accorde à priori pas beaucoup d'attention à l'AFL. Composée de huit équipes, l'AFL prospère néanmoins en récupérant les joueurs rejetés par la NFL, lesquels se révèlent cependant être de bons joueurs. La NFL et l'AFL se retrouvent ensuite en compétition pour acquérir les jeunes talents universitaires. Initialement, il existe un accord tacite afin de ne pas recruter de joueurs de l'autre ligue mais celui-ci tombe lorsque les Giants de New York signent, au début de l'année 1966, Pete Gogolak alors sous contrat avec les Bills de Buffalo de l'AFC. Les propriétaires des franchises AFL y voient une déclaration de guerre et, en riposte, signent plusieurs joueurs sous contrat NFL dont huit des meilleurs quarterbacks.
La NFL commence alors à négocier avec l'AFL pour résoudre cette situation. Le 9 juin 1966, les ligues signent un accord de fusion incluant, une draft commune afin de recruter les jeunes joueurs universitaires, un championnat commun après la saison 1969ainsi que la création d'un titre de championnat du monde via l'AFL-NFL World Championship Game, finale en fin de la saison désignant la ligue avec la meilleure équipe. Cette rencontre est désignée par les supporters de football américain, Super Bowl, appellation qui deviendra officielle dès me Super Bowl III.

## Préparatifs

### Choix de la date et du lieu
En décembre 1966, les ligues décident que la rencontre aura lieu le mois suivant au Los Angeles Memorial Coliseum d'une capacité de 93 000 personnes.

### Mise en commun des aspects réglementaires
Les arbitres de la NFL et de l'AFL portent des uniformes différents. Pour cette rencontre, les ligues s'accordent pour créer un uniforme "neutre". Ceux-ci auront les célèbres rayures noires et blanches toujours d'actualité mais les manches sont à l'époque entièrement noires avec le numéro de l'arbitre. Ces uniformes seront également utilisés l'année suivante à l'occasion du Super Bowl II. Après 1968, les arbitres AFL utiliseront l'uniforme officiel de la NFL en préparation de la fusion des deux ligues en 1970.
Chaque équipe joue avec ses propres ballons en attaque, les Chiefs utilisant le ballon officiel de l'AFC (le J5V de Spalding), lequel est légèrement plus étroit et plus long que le ballon officiel de la NFL (le Duke de Wilson) utilisé par les Packers.

## Parcours des équipes du Super Bowl I
Les Chiefs de Kansas City terminent la saison régulière avec un bilan de 11 victoires, deux défaites et un match nul. Lors de la finale du championnat AFL, ils battent les Bills de Buffalo sur le score de 31 à 7. Meilleure défense de sa ligue, les Chiefs s'appuient sur un trio de coureurs composé de Mike Garrett, Bert Coan et Curtis McClinton. Leur quarterback, Len Dawson, inscrit 26 touchdowns et possède la meilleure évaluation de la saison AFL.
Les Packers de Green Bay sont les grands favoris de la finale. Green Bay ayant remporté les championnats NFL 1961, 1962, 1965 et 1966. Entraîné par le légendaire Vince Lombardi, le quarterback vétéran Bart Starr remporte le titre de meilleur joueur et termine la saison 1966 avec la meilleure évaluation de la NFL. Ses principaux receveurs sont Boyd Dowler et Carroll Dale.

## Déroulement du match

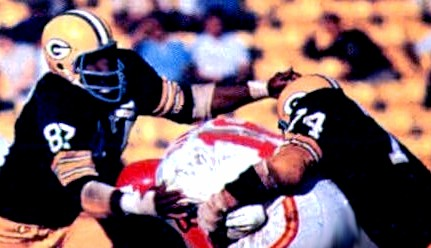
Les joueurs de la ligne défensive des Packers de Green Bay, Willie Davis (à gauche) et Henry Jordan (à droite), s'attaquent, pendant le Super Bowl I, au quarterback des Chiefs de Kansas City, Len Dawson (au milieu).

Après que chaque équipe ait terminé sa première possession par un coup de pied de dégagement, les Packers marquent les premiers à la suite d'un drive de 80 yards sous la direction de Bart Starr. Lors de sa dernière passe, il trouve le receveur Max McGee, lequel a remplacé le titulaire Boyd Dowler blessé plus tôt lors de ce drive. McGee devance le cornerback des Chiefs Willie Mitchell,  effectuant une réception à une main sur la ligne de 23 yards terminant par une course jusqu'e dans la end-zone. Sur la possession suivante, les Chiefs avancent pour mettre en position leur botteur Mike Mercer mais celui-ci rate son coup de pied de 40 yards.
Au début du deuxième quart temps, Kansas City revient au score, inscrivant un touchdown par Curtis McClinton à la sjuite d'une réception de passe de Len Dawson. Cette égalisation est obtenue après six jeux offensifs consécutifs incluant une réception de 31 yards par le wide receiver Otis Taylor. Les Packers ne tardent pas à réagir et à la suite de plusieurs jeux offensifs efficaces, le fullback Jim Taylor marque un nouveau touchdown à la suite d'un jeu de Power Sweep, inscrivant ainsi le premier touchdown à la course de l'histoire du Super Bowl. Kansas récupère le cuir et Dawson subit un sack dès le premier jeu du drive suivant. Il réagit en réussissant quatre passes consécutives permettant à Mercer d'inscrire une pénalité pour terminer la première mi-temps sur le score de 10 à 14.
Les Chiefs ont ainsi encore une chance de remporter la rencontre, ce qui surprend de nombreux téléspectateurs, l'équipe de l'AFC étant devant en termes de yards gagnés (181 contre 164) et de premières tentatives réussies (11 contre 9 pour les Packers). Les Chiefs sont confiants à la mi-temps tandis que les Packers sont déçus de leur mauvaise prestation.
Le coup de pied de renvois de la deuxième mi-temps doit être recommencé, la NBC n'étant pas encore revenue à l'antenne à la suite de sa coupure publicitaire. Les Chiefs sont en attque et sur une troisième tentative, les défenseurs Dave Robinson et Lee Roy Caffey pressent Dawson lequel doit tenter une passe laquelle se termine par une interception de Willie Wood qui remonte le terrain jusqu'à la ligne de 5 yards des Vhiefs. Sur le jeu suivant, les Packers aggravent le score de sept points à la suite d'un touchdown à la course du running back Elijah Pitts. Le score est alors de 21 à 10 et la défense de Green Bay prend définitivement le dessus sur l'attaque de Kansas City.
En attaque, Kansas n'y arrive plus et rend la possession à plusieurs reprises aux Packers. Le score ne fait que grandir en faveur des Packers à la suite de touchdowns de McGee et de Pitts, le match se terminant par une large victoire de Greeen Bay, 35 à 10.
Les Packers de Green Bay remportent donc le match ainsi qu'une prime de 15 000 dollars par jopueur, les finalistes de Kansas City ne reçoivant que la moitié, 7 500 dollars.

## Récapitulatif du match
| QT          | Temps       | Drive       | Drive       | Drive       | Équipe      | Description de l'action | Score | Score |
| QT          | Temps       | Jeux        | Yards       | TDP         | Équipe      | Description de l'action | KC    | GB    |
| ----------- | ----------- | ----------- | ----------- | ----------- | ----------- | --- | ----- | ----- |
| 1           | 6 min 4 s   | 06          | 80          | 3 min 6 s   | GB          | Touchdown du WR Max McGee, réception d'une passe de 37 yards du QB Bart Starr (transformation par le Kicker" >K Don Chandler) | 0     | 7     |
| 2           | 10 min 40 s | 06          | 66          | 3 min 44 s  | KC          | Touchdown du HB Curtis McClinton, réception d'une passe de 7 yards du QB Len Dawson (transformation par le K Mike Mercer)     | 7     | 7     |
| 2           | 4 min 37 s  | 13          | 73          | 6 min 3 s   | GB          | Touchdown du FB Jim Taylor à la suite d'une course de 14 yards (transformation par le K Don Chandler)                         | 7     | 14    |
| 2           | 0 min 54 s  | 07          | 50          | 3 min 43 s  | KC          | Field goal de 31 yards par le K Mike Mercer                                                                                   | 10    | 14    |
| 3           | 12 min 33 s | 01          | 05          | 0 min 9 s   | GB          | Touchdown du HB Elijah Pitts à la suite d'une course de 5 yards (transformation par le K Don Chandler)                        | 10    | 21    |
| 3           | 0 min 51 s  | 10          | 56          | 5 min 25 s  | GB          | Touchdown du WR Max McGee, réception d'une passe de 13 yards du QB Bart Starr (transformation par le K Don Chandler)          | 10    | 28    |
| 4           | 6 min 35 s  | 08          | 80          | 4 min 13 s  | GB          | Touchdown du HB Elijah Pitts à la suite d'une course d'un yard (transformation par le K Don Chandler)                         | 10    | 35    |
| Score final | Score final | Score final | Score final | Score final | Score final | Score final | 10    | 35    |

## Feuille de match
| Kansas City       | Position | Green Bay       |
| ----------------- | -------- | --------------- |
| Attaque           |          |                 |
| Chris Burford     | SE       | Carroll Dale    |
| Jim Tyrer         | LT       | Bob Skoronski   |
| Ed Budde          | LG       | Fuzzy Thurston  |
| Wayne Frazier     | C        | Bill Curry      |
| Curt Merz         | RG       | Jerry Kramer    |
| Dave Hill         | RT       | Forrest Gregg‡  |
| Fred Arbanas      | TE       | Marv Fleming    |
| Otis Taylor       | FL       | Boyd Dowler     |
| Len Dawson‡       | QB       | Bart Starr‡     |
| Mike Garrett      | HB       | Elijah Pitts    |
| Curtis McClinton  | FB       | Jim Taylor‡     |
| Défense           |          |                 |
| Jerry Mays        | LE       | Willie Davis‡   |
| Andy Rice         | LT       | Ron Kostelnik   |
| Buck Buchanan‡    | RT       | Henry Jordan‡   |
| Chuck Hurston     | RE       | Lionel Aldridge |
| Bobby Bell‡       | LLB      | Dave Robinson‡  |
| Sherrill Headrick | MLB      | Ray Nitschke‡   |
| E. J. Holub       | RLB      | Lee Roy Caffey  |
| Fred Williamson   | LCB      | Herb Adderley‡  |
| Willie Mitchell   | RCB      | Bob Jeter       |
| Bobby Hunt        | LS       | Tom Brown       |
| Johnny Robinson   | RS       | Willie Wood‡    |

Légende
- Hall of Fame ‡

## Postérité
Le 28 janvier 1967, Sports Illustrated affiche le wide receiver Max McGee en couverture du magazine avec le sous-titre « Max McGee puts the Packers ahead of the Chiefs » sous la une « Green Bay on top of the World ».
Le Super Bowl I est le seul et unique Super Bowl à ne pas avoir été joué à guichets fermés, plusieurs rangées de sièges étant restées inoccupées pendant la rencontre.
Il a été retransmis en télévision par deux chaînes, la CBS et la NBC, mais celles-ci n'ont gardé aucune copie originale de la rencontre. Celle-ci a également été filmée par 5 ou 6 caméras de NFL Films qui reconstitue une vidéo intégrale de la rencontre en 2016 à l'occasion du Super Bowl 50.
En 2016, l'offensive lineman des Packers, Jerry Kramer, vend sa bague de champion aux enchères pour la somme de 125 475 dollars, un record pour un objet appartenant à l'histoire des Packers.